# Епархия Ромблона

Провинция Ромблон (выделено красным)

Епархия Ромблона (лат. Dioecesis Rombloniensis) — епархия Римско-Католической церкви с центром в городе Ромблон, Филиппины. Юрисдикция епархии Ромблона распространяется на провинцию Ромблон. Епархия Ромблона входит в митрополию Каписа. Кафедральным собором епархии Ромблона является церковь святого Иосифа.

## История
19 декабря 1974 года Римский папа Павел VI выпустил буллу Christi Ecclesia, которой учредил епархию Ромблона, выделив её из епархии Каписа (сегодня — Архиепархия Каписа) и территориальной прелатуры Калапана (сегодня — Апостольский викариат Калапана). 
17 января 1976 года епархия Ромблона вошла в митрополию Каписа.

## Ординарии епархии
- епископ Nicolas Mondejar (19.12.1974—21.11.1987), назначен епископом Сан-Карлоса
- епископ Vicente Salgado y Garrucho (30.05.1988—30.01.1997)
- епископ Arturo Mandin Bastes (3.07.1997—25.07.2002), назначен епископом-коадъютором Сорсогона
- епископ Jose Corazon Tumbagahan Tala-oc (11.06.2003—25.05.2011), назначен епископом Калибо
  - Sede Vacante

## Источник
- Annuario Pontificio, Libreria Editrice Vaticana, Città del Vaticano, 2003, ISBN 88-209-7422-3
- Булла Christi Ecclesia, AAS 67 (1977), стр. 168  (лат.)